# 베지에 곡선

2차 베지어 곡선

3차 베지어 곡선

베지에 곡선 혹은 베지어 곡선(Bézier Curve)은 {\displaystyle n}개의 점으로부터 얻어지는 {\displaystyle n-1}차 곡선으로 수치 해석 분야에서 상당히 중요한 위치를 차지하고 있다. 특히 3차 베지에 곡선은 포스트스크립트 글꼴, 메타폰트(METAFONT), 김프 등에서 부드러운 곡선을 생성하는 데에 이용되고 있으며, 트루 타입 폰트에는 2차 베지에 곡선 알고리즘을 사용한다.
프랑스의 자동차 제조사 르노사의 기술자인 피에르 베지에가 1962년 자동차 몸체 디자인에 사용하면서부터 널리 알려졌다.
조절점 B0, B1, ..., BN-1에 대해 베지에 곡선은
{\displaystyle \mathbf {P} (t)=\sum _{i=0}^{N-1}\mathbf {B} _{i}J_{ni}(t)}
로 쓸 수 있다. 여기서 Jni(t)는 다음과 같다.
{\displaystyle J_{ni}(t)={n \choose i}t^{i}(1-t)^{n-i}}
t 가 0부터 1까지 변화할 때,B0에서 시작하여 BN-1에서 끝나는 베지에 곡선을 그리게 되며, 일반적으로 곡선은 이외의 조절점을 지나지 않는다.

## 2차 베지에 곡선
조절점 A, B, C에 대한, 2차 베지에 곡선은 다음과 같이 정의되는 점 P(t)의 자취이다.
{\displaystyle \mathbf {P} (t)=(1-t)^{2}\mathbf {A} +2t(1-t)\mathbf {B} +t^{2}\mathbf {C} \quad {\text{단 , }}\ 0\leq t\leq 1}
위 식을 바꾸어 보면 베지에 곡선의 기하학적 의미를 다음과 같이 설명할 수 있다.
{\displaystyle \mathbf {P} (t)=(1-t)\{(1-t)\mathbf {A} +t\mathbf {B} \}+t\{(1-t)\mathbf {B} +t\mathbf {C} \}\quad {\text{단 , }}\ \ 0\leq t\leq 1}
여기서 첫 번째 괄호로 묶인 (1 -t) A + t B는 A와 B를 잇는 선분을 t:(1-t) 로 나누는 내분점임을 알 수 있고, 두 번째 괄호로 묶인 점도 마찬가지로 B와 C의 t:(1-t) 내분점이다. 그리고 P(t)는 이 두 내분점을 다시 t:(1-t) 로 나누는 내분점이다.
2차 베지에 곡선은 다음과 같이 재귀적인 방식으로 구성될 수 있다:
1. A, B, C를 각각 시작점, 조절점, 끝점이라고 하자.
2. 선분 AB의 중점을 D라고 한다.
3. 선분 BC의 중점을 E라고 한다.
4. 선분 DE의 중점을 F라고 하면, F는 베지에 곡선상의 점이다.
5. A = A, B = D, C =F 로 치환하여 위 조작을 반복한다.
6. A = F, B = E, C =C 로 치환하여 위 조작을 반복한다.

## 같이 보기
- B-스플라인 곡선